# 皮斯可
皮斯可酒（Pisco），也被稱為香水白蘭地，是秘鲁和智利傳統的一種由葡萄發酵蒸餾而成的烈酒。

最早可以追溯於16世紀的西班牙殖民者，他們帶來了葡萄種植技術和釀造方法，經過蒸餾的葡萄酒-皮斯可。在世界上知名度很高，堪稱秘鲁和智利的國酒。多年来，秘鲁、智利兩國為了皮斯科酒的發源地問题一直爭論不休，2013年，歐盟作出裁决，肯定皮斯可酒的發源國是秘鲁。

## 歷史
16世紀西班牙人殖民南美洲時發現南美洲並沒有葡萄，對於天主教國家來說，沒有葡萄代表沒有葡萄酒，沒有葡萄酒每週教堂禮拜就不能順利舉行。於是於1553年時西班牙下令由西班牙船運葡萄至秘魯伊卡地區種植。意想不到的是秘魯氣候及土壤非常適合栽種葡萄導致葡萄過剩。過剩的葡萄就留給當地居民自行運用，當地的居民就把葡萄拿去蒸餾。這就是第一批皮斯可酒。
但當時這種烈酒並沒有名字，但是因為在南美洲各殖民地聲名大噪，大家都開始詢問這種酒烈酒的名字。於是就將這種烈酒取名自當地出口的港口，那個港口就叫做皮斯可港。
之後由於秘魯葡萄酒產量過大，已經影響到西班牙本土的葡萄酒商，於是西班牙國王下令限制秘魯葡萄酒的產量。秘魯葡萄酒也就逐漸改產皮斯可酒來逃避限制。直到1700年，秘魯皮斯可酒產量正式超越葡萄酒產量。
1830年秘魯正式出口第一批皮斯可酒，目的地是美國舊金山。
在美國淘金時期，舊金山最火紅的酒就是利用皮斯可酒製作的皮斯可水果酒(Pisco Punch)。據說連知名作家馬克吐溫都無法抗拒皮斯可酒的魅力。
之後由於美國下令禁酒令，皮斯可酒就此在美國沒落，秘魯因為當時失去美國市場，當地葡萄農民紛紛改種玉米、棉花等當時更值錢的農作物。直到2003年秘魯政府才全面推行皮斯可酒的復甦，但皮斯可酒已經在美國失去當時的地位了。

## 秘魯製作法規
在秘魯當地製作皮斯可酒非常嚴格。皮斯可酒必須以葡萄壓榨、發酵而成的新鮮葡萄酒蒸餾。蒸餾過程中更是要以銅製蒸餾器［一次蒸餾］而成。不可以使用連續式蒸餾器。皮斯可酒從葡萄壓制至裝瓶的過程中不可以加入任何外來的物質，連水都不行。酒精濃度法規也有規定必須在38-48度之間。
- 葡萄：秘魯當地有規定只有當地的8種葡萄才能製作皮斯可酒其中又有分做香氣及無香氣兩個總類。
  - 無香氣：Quebranta, Mollar, Negra Criolla, Uvina。
  - 香氣：Torontel, Italia, Moscatel, Albilla。
- 發酵：葡萄發酵過程中，是以葡萄皮上面的天然酵母進行發酵。所以發酵時間通常不太一定，通常都大概2個禮拜。添加酵母在秘魯是被允許的。
- 蒸餾：蒸餾器必須是銅製壺式蒸餾器，只能進行一次的蒸餾。蒸餾過程都是去頭去尾擷取少量酒心，其中又不能加水，凸顯秘魯皮斯可酒的珍貴。
- 陳年：秘魯政府規定，陳年時間是5個月以上。但不可以用橡木桶或是會改變顏色味道的容器陳年。傳統皮斯可是以陶甕來進行陳年。

## 智利製作法規
智利製作皮斯可酒的法規跟秘魯比就顯得相當寬鬆。
- 葡萄：必須是自種的葡萄，葡萄種類不限。大多以麝香葡萄為主。
- 發酵：必須以新鮮發酵的葡萄酒進行蒸餾。
- 蒸餾：使用銅製壺式蒸餾器。允許多次蒸餾，加水稀釋。
- 陳年：允許使用橡木桶陳年，也有分陳年長短。但通常不超過2年。

智利也有製作透明皮斯可酒，但須註透明皮斯可。